# La ciudad alegre y confiada
La ciudad alegre y confiada es una obra de teatro, estrenada en el Teatro Lara de Madrid el 18 de mayo de 1916, en tres cuadros y un prólogo, del dramaturgo Jacinto Benavente. Es continuación de Los intereses creados.

## Argumento
Los gobernantes de una ciudad se enfrentan a una grave decisión ante los problemas que se avecinan: Pactar con la República de Venecia o declarar la guerra. Finalmente toman la decisión equivocada, mientras los habitantes, confiados, continúan con su vida habitual en la certeza de la sabiduría de aquellos que les gobiernan.

## Representaciones destacadas
- Teatro (Estreno, 1916). Intérpretes: Rafaela Abadía, Mercedes Pardo, Leocadia Alba, María Luisa Moneró, Amalia Sánchez Ariño, Hortensia Gelabert, Salvador Mora, José Isbert, Luis Peña, Luis Manrique, Emilio Thuillier y Rafael Ramírez.
- Teatro (1951). Intérpretes: María Asquerino, Manuel Collado, Ana de Siria.
- Televisión (11 de octubre de 1966, en el espacio de TVE, Estudio 1). Intérpretes: Tomás Blanco, Francisco Valladares, Nuria Carresi, Claudia Gravy, José María Escuer, Margarita Calahorra, Francisco Piquer, Manuel Torremocha.